# Фабричное законодательство
Фабричное законодательство — устаревший термин, относящийся к трудовому законодательству аналог кодексу законов о труде.
Под фабричным законодательством в XIX веке понимался весь тот раздел законодательства, который на Западе носил более соответствующее название «законодательства в защиту рабочих» (нем. Arbeiterschutzgesetzgebung), или «трудового законодательства» (фр. législation du travail). 

## Предпосылки возникновения
Постепенный переход промышленности от ремесленной формы к фабричной, т. е. к системе крупного производства с применением начала разделения труда и специализации рабочих на отдельных операциях производства, завершился в конце XVIII и в начале XIX столетий полным переворотом. Изобретение машин-орудий потребовало замены ручной силы механической, а применение последней дало возможность заменить сравнительно дорогой труд взрослого рабочего более дешёвым
женским и детским. Одновременно с этим возникло естественное стремление предпринимателей возможно полнее использовать крупные затраты на оборудование фабрик с механическим производством, что прежде всего отразилось на рабочих. 
С применением машин и механических двигателей продолжительность рабочего дня перешла за пределы
человеческих сил и, во всяком случае превращая рабочего в автомат для работы, лишала его, за недостатком времени, возможности пользоваться всем, что присуще ему как человеку (см. Рабочий день); возникла ночная работа в таких производствах, в которых её раньше не было (см. Ночной труд); скопление рабочих обоих полов с самого раннего возраста в тесных пределах фабричных помещений, устраивавшихся в интересах дешевизны и удобств производства, но не работающих в них людей, привело ко множеству условий вредных для здоровья и способствующих
падению нравственности рабочих; наконец, появилась опасность от машин — новый источник преждевременной инвалидности и гибели рабочих. 
Окончательное отделение дорогих орудий труда от рабочего, превратившегося в простого продавца своей трудоспособности, доколе она у него сохранилась, и полная необеспеченность рабочего при потере этой способности или при отсутствии работы вследствие
временного сокращения производства, совершенно изменили прежние условия найма рабочих (см. Наём) и вообще взаимные отношения работодателей и рабочих. 

## Исторические замечания
Ф. законодательство первоначально возникло в Англии, где раньше, чем где-либо, и притом в наиболее острой форме обнаружились последствия новых условий промышленности. Возникновение и действительное осуществление его в прочих государствах шло очень медленно. Причиной тому было не одно лишь сравнительно меньшее развитие промышленности и не одни эгоистические чувства
предпринимателей, но и господствовавшее в первой половине прошлого столетия отвлечённое индивидуалистическое политико-экономическое учение, выразившееся в так называемой «манчестерской» доктрине. 
Только неопровержимые факты живой действительности заставили смолкнуть голоса представителей тогдашней науки, считавших вмешательство государства в «свободные» отношения работодателей и рабочих «ненаучной, дурно понятой филантропией», идущей против «естественных
законов» (см. Государственное вмешательство). 
Действительно воплощаться в жизни всех европейских государств, кроме Англии, Ф. законодательство стало лишь в конце семидесятых годов прошлого столетия; но уже через 10—15 лет необходимость его настолько вошла в общественное сознание, что в 1890 г. оказался возможным международный конгресс по важнейшим вопросам рабочего законодательства, собравшийся, по предложению германского императора, из представителей всех европейских государств (кроме России). С постепенным переходом одной области промышленной деятельности за другой на капиталистические начала со всеми теми неудобствами, какими подобный переход сопровождался в Ф. промышленности, расширялась и область действия Ф. законодательства, так что к началу XX века последнее составляло лишь часть рабочего законодательства (См. Рабочий вопрос).

## Область действия
Область рабочего законодательства (куда Ф. законодательство [Некоторые юристы ограничивали область собственно Ф. законодательства лишь первыми шестью из указанных ниже девяти пунктов, остальные же три относили к так наз. «Рабочему законодательству», обнимающему правовые отношения всех лиц, живущих каким-либо трудом, хотя бы этот труд не совершался на фабрике или в мастерской. Термин «Ф. законодательство» ближе всего подходит к английскому «Factory Legislation», «Factory Acts»], собственно, входит лишь как часть) обнимает собой: 
1. регулирование работы в отношении времени и продолжительности её в течение суток, в особенности работы несовершеннолетних и женщин;
2. обеспечение праздничного отдыха;
3. обеспечение школьного образования малолетних;
4. предупреждение и устранение вредных для здоровья и нравственности рабочих условий работы;
5. ограждение рабочих от несчастных случаев, являющихся следствием современных условий промышленности;
6. обеспечение рабочих, временно или навсегда потерявших трудоспособность, а также семейств  рабочих, погибших на работе;
7. регулирование отношений работодателей к рабочим и обеспечение последним правильной выплаты их заработка;
8. предоставление рабочим права отстаивать свои интересы, не нарушая общественного спокойствия и государственного благоустройства (рабочие союзы);
9. обеспечение рабочих во время безработицы (страхование от безработицы).